# Anita Breithaupt
Anita Breithaupt (* 4. Juni 1936 in Ottmarsbocholt; † 6. April 2016) war eine hessische Politikerin (SPD) und Abgeordnete des Hessischen Landtags.

## Ausbildung und Beruf
Anita Breithaupt studierte nach dem Abitur Sozialarbeit und war als Sozialarbeiterin tätig. Ab dem Jahr 1970 hatte sie Lehraufträge an der Fachhochschule Frankfurt inne, ab 1972 lehrte sie dort hauptberuflich. Gleichzeitig studierte sie Soziologie und Pädagogik und wurde nach der Diplomprüfung als Professorin an die FH berufen.

## Politik
Anita Breithaupt war seit 1965 Mitglied der SPD und dort in verschiedenen Vorstandsfunktionen tätig. Unter anderem war sie SPD-Vorsitzende in Frankfurt am Main. Dort war sie vom 1. November 1972 bis zum 15. Oktober 1983 Stadtverordnete. Ihre Nominierung als Sozialdezernentin (in Nachfolge der scheidenden Christine Hohmann-Dennhardt) durch den linken Parteiflügel der Frankfurter SPD führte am 11. März 1991 zum Amtsverzicht des Oberbürgermeisters Volker Hauff.
Vom 25. September 1983 bis zum 4. April 1999 war sie Mitglied des hessischen Landtags. Dabei kandidierte sie im Wahlkreis Frankfurt am Main IV, wurde jedoch stets über die SPD-Landesliste gewählt. Anita Breithaupt starb im April 2016 im Alter von 79 Jahren.